# Slava Metreveli
Pour les articles homonymes, voir Metreveli.
Slava Kalistratovitch Metreveli (en géorgien : სლავა კალისტრატეს ძე მეტრეველი, en russe, Слава Калистратович Метревели), né le 30 mai 1936 à Sotchi et décédé le 7 janvier 1998 à Tbilissi, est un footballeur soviétique d'origine géorgienne.
Milieu offensif ou ailier, il est sélectionné en équipe d'Union soviétique entre 1958 et 1970, avec laquelle il remporte notamment le championnat d'Europe de 1960.

## Biographie
Repéré dans le club amateur du Spartak Sotchi, Metreveli fait ses débuts en 2e division du championnat d'URSS en 1955 avec le Torpedo Gorki (Gorki est renommée en 1991 Nijni Novgorod). L'année suivante, il est recruté par le Torpedo Moscou, un club de première division où il devient titulaire l'année suivante. Metreveli remporte le Championnat d'URSS avec les deux clubs dont il porte principalement les couleurs : en 1960 avec le Torpedo Moscou, puis en 1964 avec le Dinamo Tbilissi, où il arrête sa carrière sportive en 1971, à 35 ans. Il est cité à huit reprises dans l'équipe-type du championnat soviétique, de 1958 à 1962, puis en 1964, 1965 et 1968.
International soviétique entre 1958 et 1970, il remporte le championnat d'Europe de 1960, en marquant lors de la finale à Paris contre la Yougoslavie (2-1), et participe aux Coupes du monde de 1962, 1966 et 1970, pour un total de trois matchs dont la petite finale de 1966 perdue face au Portugal (1-2). Il porte une fois le brassard de capitaine, lors d'une victoire contre l'Uruguay à Montevideo le 4 décembre 1965, en remplacement de Valeri Voronine. Il compte au total 48 sélections, pour onze buts.
Son nom apparaît au classement du Ballon d'or, récompensant le meilleur footballeur d'Europe, en 1961 et 1965. En 1968, il est sélectionné au sein de l'équipe FIFA qui affronte le Brésil au Maracanã, avec ses compatriotes Lev Yachine et Albert Chesternev. 
Par la suite il devient entraîneur adjoint au Dinamo Tbilissi, dirigé par Nodar Akhalkatsi, en 1976-1977, puis entraîneur principal du FC Dila Gori de 1978 à juin 1979. 
Le stade principal de Sotchi, sa ville natale, est rebaptisé en son honneur Stade central Slava Metreveli (ru).

## Statistiques
| Saison                | Club                  | Championnat           | Championnat | Championnat | Coupe(s) nationale(s) | Coupe(s) nationale(s) | Total | Total |
| Saison                | Club                  | Division              | M.          | B.          | M.                    | B.                    | M.    | B.    |
| 1955                  | Torpedo Gorki (ru)    | D2                    | 29          | 8           | 3                     | 3                     | 32    | 11    |
| 1956                  | Torpedo Gorki (ru)    | D2                    | 20          | 11          | -                     | -                     | 20    | 11    |
| Sous-total            | Sous-total            | Sous-total            | 49          | 19          | 3                     | 3                     | 52    | 22    |
| 1956                  | Torpedo Moscou        | D1                    | 5           | 0           | -                     | -                     | 5     | 0     |
| 1957                  | Torpedo Moscou        | D1                    | 22          | 6           | 3                     | 1                     | 25    | 7     |
| 1958                  | Torpedo Moscou        | D1                    | 22          | 6           | 4                     | 2                     | 26    | 8     |
| 1959                  | Torpedo Moscou        | D1                    | 21          | 3           | 2                     | 2                     | 23    | 5     |
| 1960                  | Torpedo Moscou        | D1                    | 22          | 6           | 3                     | 1                     | 25    | 7     |
| 1961                  | Torpedo Moscou        | D1                    | 28          | 6           | 5                     | 3                     | 33    | 9     |
| 1962                  | Torpedo Moscou        | D1                    | 18          | 4           | 2                     | 1                     | 20    | 5     |
| Sous-total            | Sous-total            | Sous-total            | 138         | 31          | 19                    | 10                    | 157   | 41    |
| 1963                  | Dinamo Tbilissi       | D1                    | 38          | 9           | 1                     | 0                     | 39    | 9     |
| 1964                  | Dinamo Tbilissi       | D1                    | 33          | 12          | 2                     | 0                     | 35    | 12    |
| 1965                  | Dinamo Tbilissi       | D1                    | 26          | 4           | 3                     | 3                     | 29    | 7     |
| 1966                  | Dinamo Tbilissi       | D1                    | 15          | 5           | -                     | -                     | 15    | 5     |
| 1967                  | Dinamo Tbilissi       | D1                    | 31          | 8           | 2                     | 1                     | 33    | 9     |
| 1968                  | Dinamo Tbilissi       | D1                    | 35          | 9           | 2                     | 1                     | 37    | 10    |
| 1969                  | Dinamo Tbilissi       | D1                    | 24          | 3           | 1                     | 0                     | 25    | 3     |
| 1970                  | Dinamo Tbilissi       | D1                    | 28          | 2           | 2                     | 0                     | 30    | 2     |
| 1971                  | Dinamo Tbilissi       | D1                    | 7           | 0           | 5                     | 2                     | 12    | 2     |
| Sous-total            | Sous-total            | Sous-total            | 237         | 52          | 18                    | 7                     | 255   | 59    |
| Total sur la carrière | Total sur la carrière | Total sur la carrière | 424         | 102         | 40                    | 20                    | 464   | 122   |

## Palmarès
Union soviétique
- Champion d'Europe : 1960 (Union soviétique).

 Torpedo Moscou
- Champion d'Union soviétique : 1960.
- Vainqueur de la Coupe d'Union soviétique : 1960.

 Dinamo Tbilissi
- Champion d'Union soviétique : 1964.